# باكو أركاديو
بابلو دياز أوكامبو (بالإسبانية: Pablo Díaz Ocampo)‏ يعرف بلقب پاكو أركاديو (بالإسبانية: Paco Arcadio)‏، مقاتل من إسبانيا قاتل ضد الدولة الإسلامية في إقليم روجافا الكردية في كردستان بسوريا. سافر باكو من إسبانيا إلى العراق في سن 21 وانتقل إلى كردستان السورية «لمساعدة الشعب الكردي في معركتهم ضد الدولة الإسلامية».

## وصلات خارجية
- مقابلة في برنامج تلفزيوني إسباني: باكو أركاديو عن الدولة الإسلامية: هؤلاء يستحقون رصاصة في الرأس
- "أحد الإسبان الذين يحاربون داعش: "القتال لا يفهم الأسرة ولا العمل""